# 麻雀学園 東間宗四郎登場
『麻雀学園 東間宗四郎登場』は、1989年にフェイスより発売されたPCエンジン用脱衣麻雀ゲーム。後にグラフィックを変更して発売された『麻雀学園マイルド』についてもここで記述する。

## 概要
1988年に同社が業務用として発売した『麻雀学園2 学園長の復讐』をベースに移植（そのため、業務用でのBGMやフィーチャーが一部流用されている）したもの。家庭用麻雀ゲームとしては（非正規ソフトを除けば）初の脱衣麻雀だが、乳首を露出させる描写が問題視され、初回生産のみで再発売は行われず、中古店などではかなりの高値で売買された時期もあった。
なお、初回生産分にはビデオ『BAACHAN RAKUEN お米ができるまで 林檎牌（アップルパイ）編』が同梱されている。しかし、その内容は「ゲーム大好きなお釈迦大統領にリセット星の人魚姫を紹介してもらうため3-Zoが地球で宇宙界最高のゲームを探す」という、ゲーム本編とは無関係なものだった。
ゲーム中はセレクトボタンを押すことにより、RPG風のダミー画面に切り替えることができる。

## 学園モード
対戦相手の女生徒ならびに女性教師に勝つと脱衣していく。対戦相手として男性教師も登場するが、これに勝った場合はボタンを使い殴って「POWER」を貯めるミニゲームを行うことができる。3回和了するか相手の持ち点を0にすれば勝利となる。ゲーム中に「POWER」を貯め、各種イカサマ技を使うこともできる。

## 全国モード
対戦相手に勝利しその所有地区を順次制覇していく家庭用のオリジナルモード。こちらには脱衣シーンは無い。最初に東京からスタートし、東京を制圧した後は既に制圧した地区または隣接する地区に挑める。最終ボス本拠地を除く各地区は7つのブロックに属しており、各ブロックのボスを倒せばそのブロックの残った地区も全て制圧できる。学園モードのようなPOWERはないが、対戦に勝つ毎にアイテムがもらえ、対戦開始時の持ち点も上昇（持ち点は対戦中増減するが、相手に敗北しても「対戦開始時の持ち点」自体が減ることはない）していく。なお、最終ボスには東京を制圧した後すぐに挑めるが、前述の7つのブロックのボスを全て倒さない限り最終ボスの持つ「ある能力」によって必ず負けるようになっている。

### 全国モードの登場人物
- あかん まりも（北海道）

中ボスの一人で、初期配牌が必ず役満テンパイ寸前となっている。
- おそれざん いたこ（青森県）
- きり たんの（秋田県）
- おく まさお（岩手県）

中ボスの一人で、初期配牌で裏ドラになる牌を多く持っている。
- てんどう こますけ（山形県）

将棋の駒を擬人化した様な容姿をしている。
- だて まさはる（宮城県）
- めごひめ くみ（福島県）
- なかそね さんしろう（群馬県）

中ボスの一人で、絶対に振る事がない。
- えがわ おとる（栃木県）
- つくば まなぶ（茨城県）
- ところ ざわお（埼玉県）
- とうきょう たわお（東京都）

最初に戦うことになる相手である。
- しゅう まいこ（神奈川県）
- ながしま しげみ（千葉県）
- わじま はくさん（石川県）
- とうじんぼう じゃくすい（福井県）
- やくの きときと（富山県）
- かるいざわ ひしょこ（長野県）
- たなか かくぎん（新潟県）

プレイヤーが勝ったら上越新幹線に駅を1つ作ってやると大口を叩く。
- せきがはら とおる（岐阜県）
- マーク とよだ（愛知県）

中ボスの一人で、最後は必ずハイテイで和了してしまう。
- ふじの じろちょう（静岡県）
- こうしゅう ますみ（山梨県）
- ろっこう やすたか（兵庫県）

山藤章二が描く筒井康隆の自画像風な顔になっている。
- ぎおん まいこ（京都府）
- おおつ びわこ（滋賀県）
- つうてん かくたろう（大阪府）

「KANE」と書かれたハチマキをつけている。
- とうだいじ せんべい（奈良県）

中ボスの一人で、鳴いての早和了りをしてくる。
- ほんだ すずか（三重県）

不二家のマスコットキャラクターペコちゃんに酷似。
- たかの とうふう（和歌山県）
- あきよし だいち（山口県）

ヘビーメタル風な容姿をしている。
- たけした くだる（島根県）
- ぼうさりん さきゅう（鳥取県）
- かあぷ おこし（広島県）

エンディング時でのキャラクター紹介では「カープおこし」と表記されている。
- せと おおはじ（岡山県）
- まさおか みかん（愛媛県）
- ためいけ なおみ（香川県）
- さかもと らんま（高知県）

中ボスの一人で、リーチ後は即ツモ和了してしまう。
- いけだ たかゆき（徳島県）
- もりた ふみや（福岡県）
- ありた むつごろう（佐賀県）
- ながさき ちゃんこ（長崎県）

ラーメンのドンブリを頭にかぶっている。
- あそ ちくま（熊本県）

山を擬人化した様な容姿をしている。
- べっぷ おんぞう（大分県）
- あさか ゆうこ（宮崎県）
- さいごう もりたか（鹿児島県）
- ぐしけん ようこ（沖縄県）

中ボスの一人で、必ずダブルリーチを行ってくる。
- なぞの おかた（ネオトウキョウ）

大ボス。必ず天和・地和・人和で和了してしまうが、7つの黄金牌を集めればその効果を阻止できる。

## 麻雀学園マイルド
家庭用初の脱衣麻雀ゲームとして話題になり、メーカーに問い合わせが殺到（『マル勝PCエンジン』1990年6月号・フェイス広報コメント）するも脱衣描写が問題となり再発売は行われなかった。1990年6月ユーザーの要望に応える形（出典同）で一部グラフィックを手直しし『麻雀学園マイルド』として発売された。
主な変更点は以下の通り。
- 可愛くないと不評（『ファミコン通信』1990年6月14日号）だった一部女生徒の描き直し。
- 脱衣シーンの全面的描き直し。胸部等の完全露出はカットされ、水着姿に差し替えられた。
- 学園モードのコンティニュー回数を1回から3回に増加。
- 初回版に同梱されたビデオは無くなり、ソフト単体での発売となる。